# Manuel Azaña
Manuel Azaña Díaz (n. 10 ianuarie 1880, orașul Alcalá de Henares, lângă Madrid – d. 3 noiembrie 1940, Montauban, Franța) a fost un politician spaniol, lider al republicanilor de stânga.
După proclamarea republicii (14 aprilie 1931) îndeplinește funcțiile de ministru de război în primul guvern republican (aprilie - iunie 1931) și prim-ministru al Spaniei (14 aprilie 1931 – 6 septembrie 1933 și 19 februarie - 10 mai 1936). A fost al doilea și ultimul președinte al Republicii Spaniole (10 mai 1936 - 1 aprilie 1939).
În februarie 1939, după înfrângerea republicanilor în Catalonia, este nevoit să părăsească Spania și își petrece ultimii ani din viață în Franța.